# 奴留湯温泉
奴留湯温泉（ぬるゆおんせん）は、熊本県阿蘇郡小国町（旧国肥後国）にある温泉。

## 泉質
- 硫黄泉
  - 源泉温度38℃

## 温泉街
小国町北里地区中心部の集落東側に共同浴場が1軒ある。湯船に玉石が敷き詰められている。また、大量の源泉を掛け流している。共同浴場に隣接して奴留湯ふれあい会館があり、入浴者は駐車場やトイレを利用可能。周辺は民家や商店のみで温泉旅館などの宿泊施設はない。
温泉周辺の地区は、医学者北里柴三郎の生誕地であり、北里柴三郎記念館がある。

## 歴史
温泉名の由来は、奴さん（殿様の家来）達を留おいたぬるい湯である。
読みは泉温に由来する「ぬるゆ」で、漢字は当て字で「奴留湯」となった。

## アクセス
- 豊肥本線阿蘇駅より産交バスでゆうステーションまで約45分。ゆうステーションで「岳の湯」行きに乗り換え約20分、「奴留湯」下車。
  - ※ゆうステーションへは阿蘇駅のほか福岡市の西鉄天神高速バスターミナル・博多バスターミナルから「黒川温泉」行き高速バスで行くこともできる（所要時間約2時間半）。